# Cyrtandra versteegii
Cyrtandra versteegii là một loài thực vật có hoa trong họ Tai voi. Loài này được Lauterb. mô tả khoa học đầu tiên năm 1910.